# Хронология вторжения России на Украину (ноябрь 2024)
Данная статья является частью хронологии широкомасштабного вторжения РФ на Украину и описывает события, произошедшие в ноябре 2024 года.

## 1 ноября
Согласно заявлениям Минобороны РФ, подтверждённым Институтом изучения войны, Вооружённые силы РФ заняли село Кругляковка, расположенное к юго-западу от Купянска.

## 2 ноября
Министерство обороны РФ заявило, что ВС РФ заняли село Первомайское в Харьковской области.

## 5 ноября
Связанный с Минобороны Украины проект DeepState подтвердил, что российские военные заняли село Степановка (оно располагается у северной части водохранилища, в то время как город Курахово расположен у его южной части). DeepState также сообщил о продвижении ВС РФ около Кременной Балки (севернее Курахово), к востоку от города в направлении Курахово, а также южнее города около Богоявленки. По информации украинского военного блогера, ВС РФ также заняли Ильинку, расположенную рядом со Спепановкой.
По информации прокуратуры Запорожской области, ВС РФ нанесли ракетный удар по Запорожью. По информации следствия, в результате атаки разрушено здание объекта критической инфраструктуры. Погибли 6 человек, более 20 были ранены. В тот же день Минобороны РФ во время брифинга заявило об атаках по украинским военным аэродромам, энергетическим объектам и предприятиям, выпускающим военное оборудование.
По информации губернатора Белгородской области Вячеслава Гладкова, в результате атаки украинского БПЛА был повреждён жилой дом. В трёх квартирах возник пожар, один человек был ранен.

## 6 ноября
По информации Института изучения войны, ВС РФ заняли посёлок Дружба, находящийся восточнее Торецка,  село Вишнёвое, расположенное юго-восточнее Покровска, а также село Волченка, расположенное северо-восточнее Курахово.

## 7 ноября
По информации ISW, ВС РФ заняли Степановку (находится севернее Курахово). В результате удара ВС РФ по Запорожью погибли 10 человек, в том числе один ребёнок.

## 8 ноября
Вооружённые силы РФ заняли сёла Вознесенка и Сонцовка около Курахово.

## 9 ноября
Украина и Россия провели обоюдные атаки с применением БПЛА. По словам Владимира Зеленского, российской стороной было выпущено 145 беспилотников (включая «Шахеды» и другие модели). По информации Минобороны РФ, в окрестностях Москвы было сбито 34 украинских БПЛА. Всего было сбито 84 БПЛА над шестью регионами РФ.

## 11 ноября

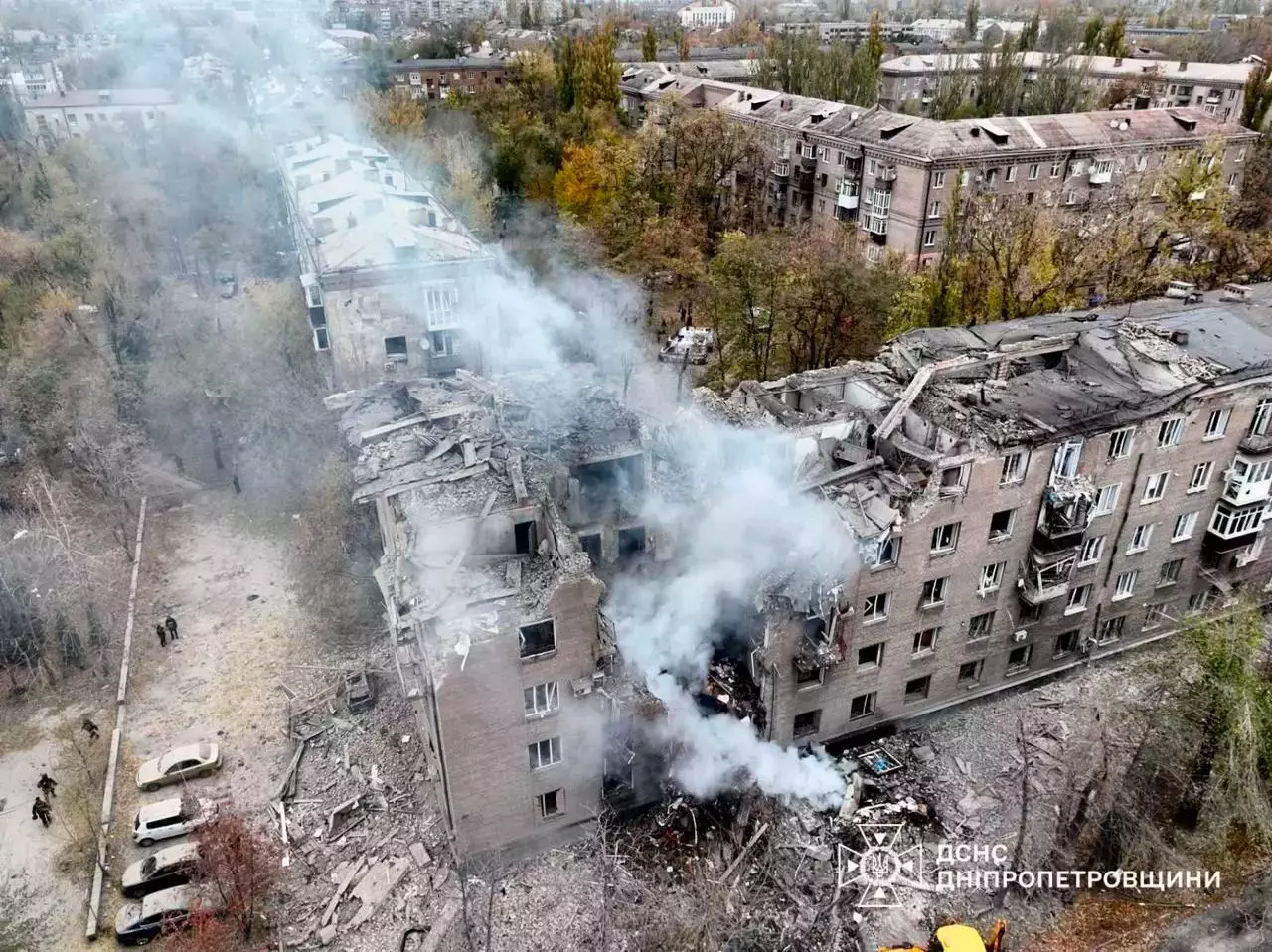
Дом в Кривом Роге после удара

ВС РФ нанесли удары БПЛА по Запорожью и Николаеву. По заявлению ГСЧС, в Николаеве погибли более 5 человек. В Запорожье погиб 1, пострадал 21 человек, включая 5 детей.
Российский удар баллистической ракетой по Кривому Рогу. Разрушен подъезд пятиэтажного дома, погибли четыре человека (мать и трое детей), ранены восемь. 
В селе Старые Терны Донецкой области произошёл подрыв плотины Кураховского водохранилища. В это время территория, на которой произошёл инцидент, контролировалась ВСУ.

## 13 ноября
Партизаны взорвали в Севастополе российского капитана 1-го ранга Валерия Транковского, командира 41-й бригады ракетных катеров. По данным Службы безопасности Украины он причастен к ракетным обстрелам Винницы в июле 2022 года, тогда погибли 29 гражданских лиц.

## 17 ноября
Утром ВС РФ провели одну из крупнейших воздушных атак на Украину. Было выпущено 120 ракет и 90 дронов. Использовались ракеты «Кинжал», «Циркон», «Искандер». Целью атаки вновь стала энергетическая инфраструктура Украины. Под ударом оказались Киев, Одесская область, Кривой Рог, Днепр, Ровно, Львовская область, Николаев. В результате ударов погибли 5, пострадали 9 человек.
- В Одессе возникли перебои с электроэнергией и подачей воды, остановлен весь электротранспорт.
- В Одесской области погибли 2 человека.
- В Николаеве беспилотник ударил по жилому дому. Погибли две женщины; ранены четверо взрослых и двое детей.
- В Шептицком районе Львовской области от падения обломков российской ракеты погиб один человек, пострадали двое.
- Удары нарушили движение нескольких пассажирских поездов Украинской железной дороги.

Вечером российская баллистическая ракета с кассетной боеголовкой попала во двор в Сумах. Известно о 12 погибших и более 80 раненых. Следующие два дня в Сумской городской общине объявлены днями траура. 

## 18 ноября
Российский ракетный удар по Одессе. От взрыва сбитой ракеты «Искандер-М» погибли 10 человек и пострадали 47. Повреждены три многоквартирных дома, университет и два административных здания, загорелись несколько десятков автомобилей. Следующий день в Одессе объявлен днём траура.
Около 23:20 российские войска ударили двумя беспилотниками по Глухову (Сумская область). Разрушен подъезд общежития. Известно о 12 погибших (в том числе ребёнке) и 11 раненых.
Минобороны РФ заявило о взятии Новоалексеевки в ходе боёв за Покровск. Институт изучения войны сообщил о контроле российскими войсками над населённым пунктом ещё 7 ноября.

## 21 ноября
ВС РФ нанесли удар по Днепру новой баллистической ракетой средней дальности «Орешник».

## 22 ноября
Минобороны РФ заявило, что ВС РФ заняли Новодмитровку.

## 23 ноября
В ходе боёв за Великую Новосёлку ВС РФ заняли Елизаветовку, Ильиновку и Екатериновку.

## 25 ноября
ВС РФ нанесли ракетный удар по Одессе. По информации главы областной администрации Олега Кипера, повреждены объекты гражданской инфраструктуры: медицинская организация, объекты торговли, жилые дома. 11 человек были ранены.

## 28 ноября

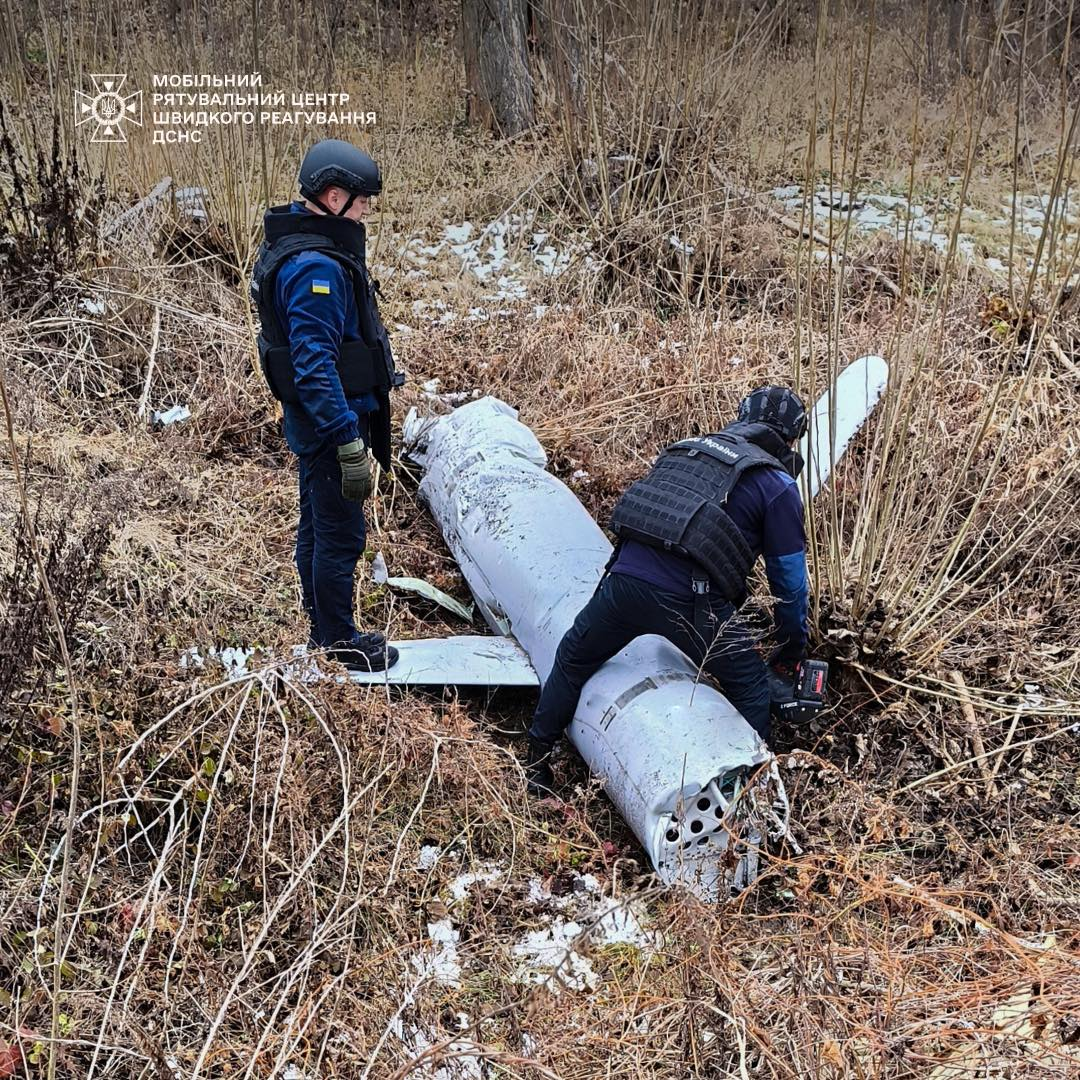
Остатки российской крылатой ракеты Х-55 в Киеве

Утром 28 ноября россияне нанесли очередной массированный удар по энергетике Украины ракетами и дронами. По словам украинских военных, около 5 утра ВС РФ атаковали ракетами «Калибр» Ровненскую, Львовскую и Волынскую области. Около 7  утра Украину атаковали ракеты  Х-101, выпушенные бомбардировщиками Ту-95МС. Также на протяжении всей ночи россияне атаковали Украину с помощью дронов.
Согласно заявлению Минобороны РФ, в ходе боёв за Курахово Вооружённые силы РФ заняли Новую Ильинку. По информации Института изучения войны, населённый пункт был занят ВС РФ ещё 20 ноября.
ВС РФ заняли Ясную Поляну, расположенную северо-западнее Угледара.